# Johan Israel Osaengius
Johan Israel Osaengius, född 23 april 1741, död 25 april 1810, var en svensk hovsekreterare och assessor.

## Biografi
Osaengius var hovsekreterare från 1766 och assessor i Kommerskollegium från 1779 och erhöll kommerseråds titel 1805. Han var medlem av Par Bricole och Utile Dulci och invaldes som ledamot nr 88 av Kungliga Musikaliska Akademien den 9 oktober 1793.
Osaengius översatte dramat Öfverlöparen eller Dygdens och Ädelmodets seger, av
Louis-Sébastien Mercier som spelades i Göteborg vid 1700-talets slut och på Kungliga Dramatiska teatern 1799.

### Familj
Osaengius gifte sig 1767 i Ulrika Eleonora församling, Stockholm med jungfrun Maria Ulrika Mörk.